# Jorge Andrade (labdarúgó)
Jorge Andrade (Lisszabon, 1978. április 9. –) portugál válogatott labdarúgó, jelenleg az olasz Juventus FC hátvédje. A torinóiak 2007-ben 10 millió euróért szerződtették az Deportivo La Corunától, Andrade azonban csak 4 mérkőzést játszott új klubjában, mivel az AS Roma elleni bajnokin térdszalagszakadást szenvedett, így az egész idényt ki kellett hagynia. 2008 júliusában ismét megsérült a korábban többször is műtött térde, így veszélybe került a pályafutása.